# Mother’s Day (film 1980)
Mother’s Day – amerykański film fabularny (thriller/horror) z 1980 roku, wyreżyserowany przez Charlesa Kaufmana, film exploitation, który na przestrzeni lat urósł do rangi niskobudżetowego, kultowego obrazu. W filmie przy boku doświadczonych aktorów, jak Frederick Coffin, wystąpili amatorzy (głównie obsada pierwszoplanowa).

## Fabuła
Psychopatyczna matka zmusza swoich synów do popełniania zbrodni, dopuszczania się aktów przemocy, gwałtu i morderstw.

## Obsada
- Nancy Hendrickson − Abbey
- Deborah Luce − Jackie
- Tiana Pierce − Trina
- Frederick Coffin (w czołówce jako Holden McGuire) − Ike
- Michael McCleery (w czołówce jako Billy Ray McQuade) − Addley
- Beatrice Pons (w czołówce jako Rose Ross) − Matka
- Robert Collins − Ernie
- Peter Fox (w czołówce jako Karl Sandys) − The 'Dobber'
- Marsella Davidson − Terry
- Kevin Lowe − Ted
- Robert Carnegie − Tex

## Nagrody i wyróżnienia
- 1983, Fantasporto:
  - nominacja do nagrody International Fantasy Film w kategorii najlepszy film (nagrodzony: Charles Kaufman)